# Dezsán
Dezsán (románul: Dejani) falu Romániában, Erdélyben, Brassó megyében.

## Nevének eredete
A közkeletű magyarázat ugyan a dejani szó 'désiek' jelentéséhez kapcsolja, azonban sokkal valószínűbb, hogy amint Dés esetében, itt is a Desiderius rövidüléséből származó személynévről van szó, román helységnévképzővel. Első bizonyos említése 1527-ben való, Desany alakban.

## Fekvése
Fogarastól 15 kilométerre délre–délnyugatra, a Fogarasi-havasok északi lábánál fekszik.

## Népesség

### A népességszám változása
Az 1850-es 657 főről népessége 1966-ig lassanként 433 főre apadt, majd 1966 és 1977 között, jelentős cigány népesség megjelenésével párhuzamosan 127 fővel nőtt, azóta azonban ismét csökken.

### Etnikai és vallási megoszlás
- 1850-ben 657 lakosából 613 volt román és 42 cigány; valamennyien görögkatolikus vallásúak.
- 2002-ben 491 lakosából 459 volt román és 30 cigány; 435 ortodox és 48 adventista vallású.

## Története
Egy 1452-re datált oklevélben II. Vladislav Stanciu Mailatnak adományozza Dezsan falu határának egynegyedét, egyetemben Presaca, Izvorul és Zărna hegyekkel. A cirill betűs, román nyelvű irat vagy egy valós, ószláv nyelvű eredeti 18. századi fordítása, vagy 18. századi hamisítvány, amellyel a Mailáth család akarta bizonyítani régiségét, vagy a faluban való régi birtoklását. 1527-ből mindenesetre már teljesen hiteles oklevél említi a falut, amely a 16–17. században a fogarasi váruradalomhoz tartozott, és a Mailáth család bírta boéri jogon. 1635-ben 36 jobbágy- és öt zsellércsaládot, 1722-ben 170 jobbágy- és tíz boércsaládot írtak benne össze. Lakosságát 1761 után katolizálták, majd 1765-ben a határőrség része lett. A környező határőrfalvakkal ellentétben nem az I. sz., orláti román határőrezredhez, hanem a lovas határőrezredhez csatolták. Ettől kezdve minden férfi lakosa, egészen a határőrség 1851-es feloszlatásáig huszárként szolgált, a megfelelő vitézkötéses harisnyát pedig később a mindennapokban is viselték, a székelységhez hasonlóan. A falu 1876-ig Fogaras vidékéhez, majd Fogaras vármegyéhez tartozott.

## Kolostora
A falutól délnyugatra a Poiana Mănăstirii határrészben, 966 méteres tengerszint feletti magasságban fekvő ortodox kolostoráról az első adat 1719-ből való. Szerzetesi közösségét 1748-ban egy pap, egy szerzetes és két apáca alkotta, és egy kis fatemplom tartozott hozzá. 1761-ben Buccow parancsára lerombolták. 1992-ben Észak-Moldvából érkezett szerzetesek alapították újra.

## Képek

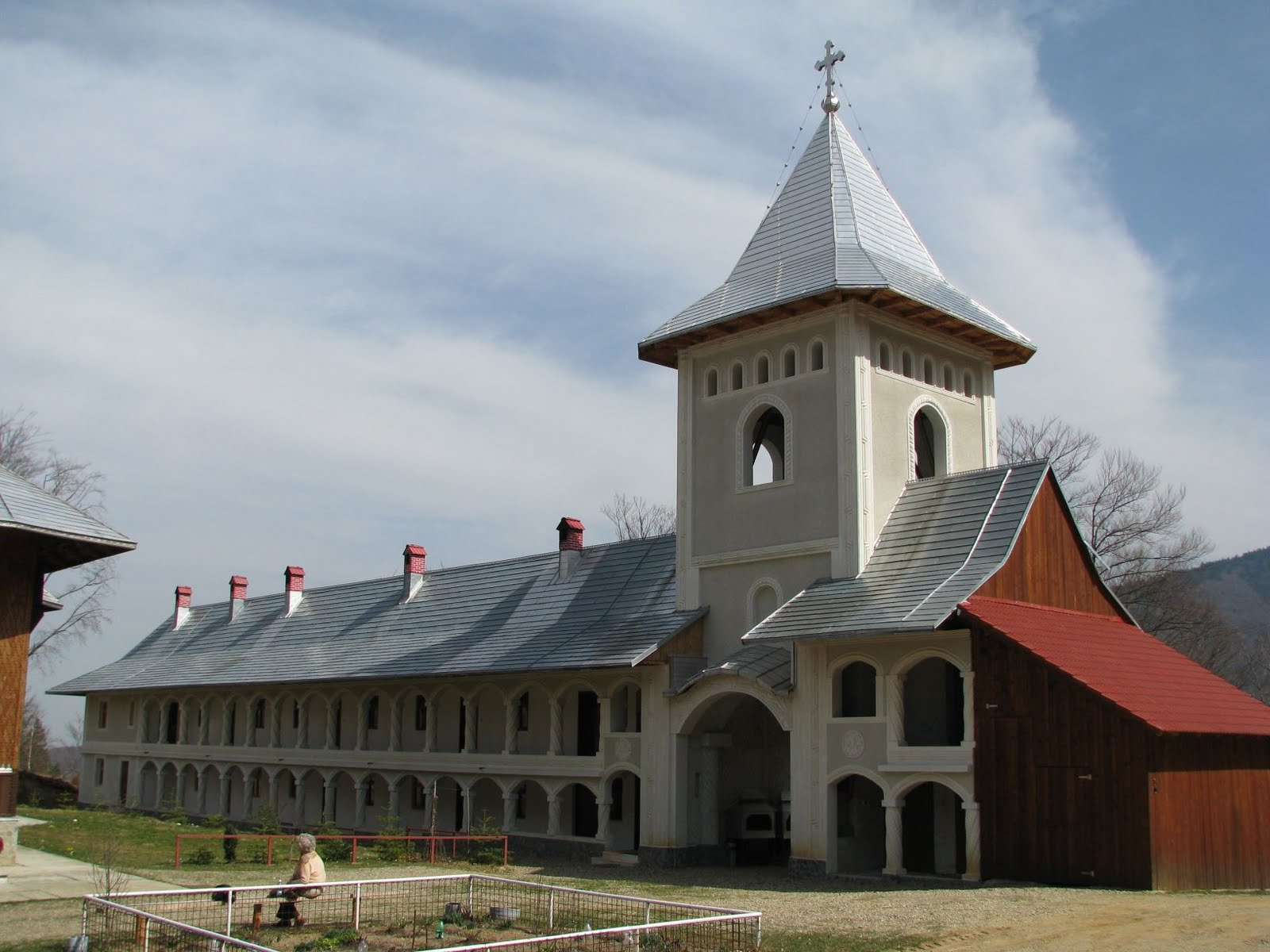
A kolostor részlete
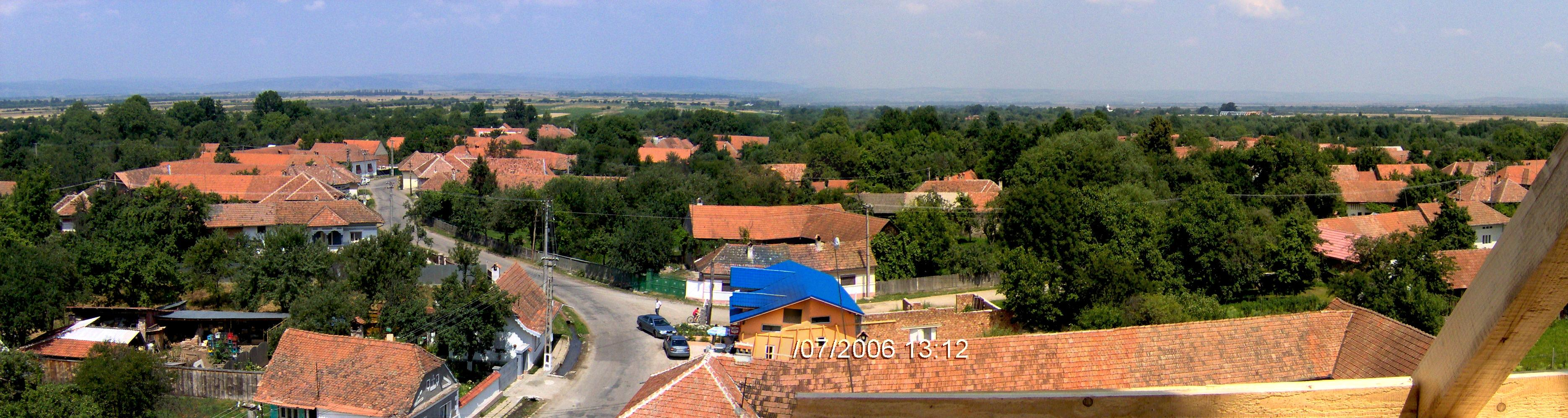
Látkép délről
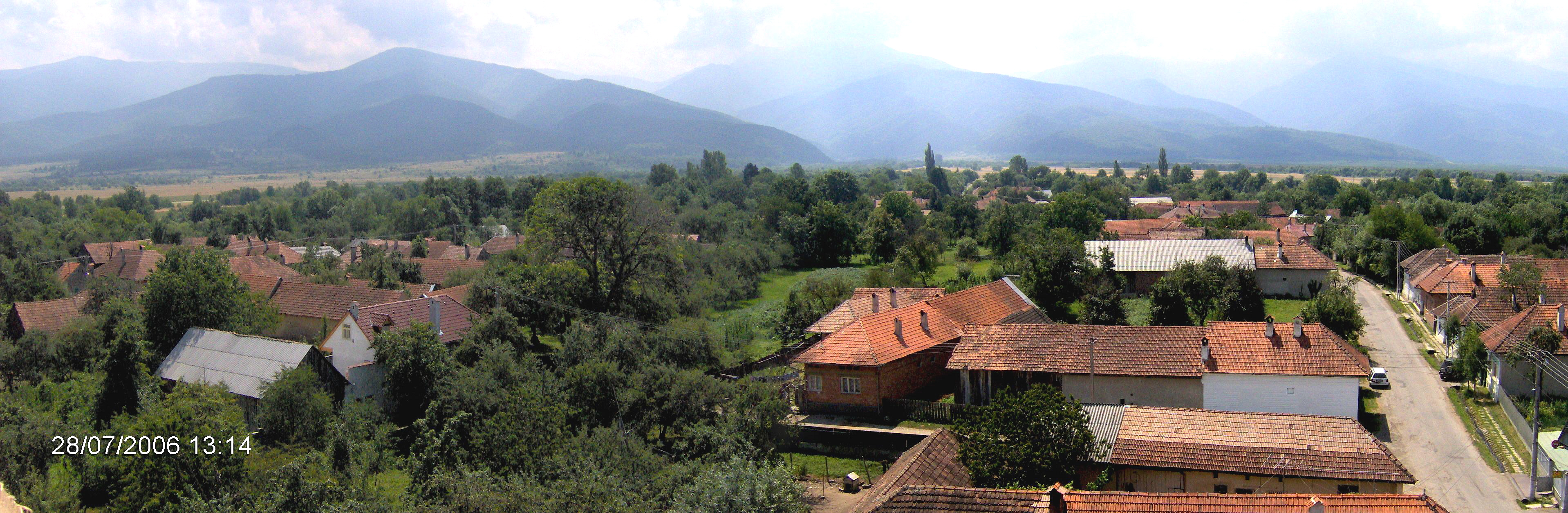
Látkép északról
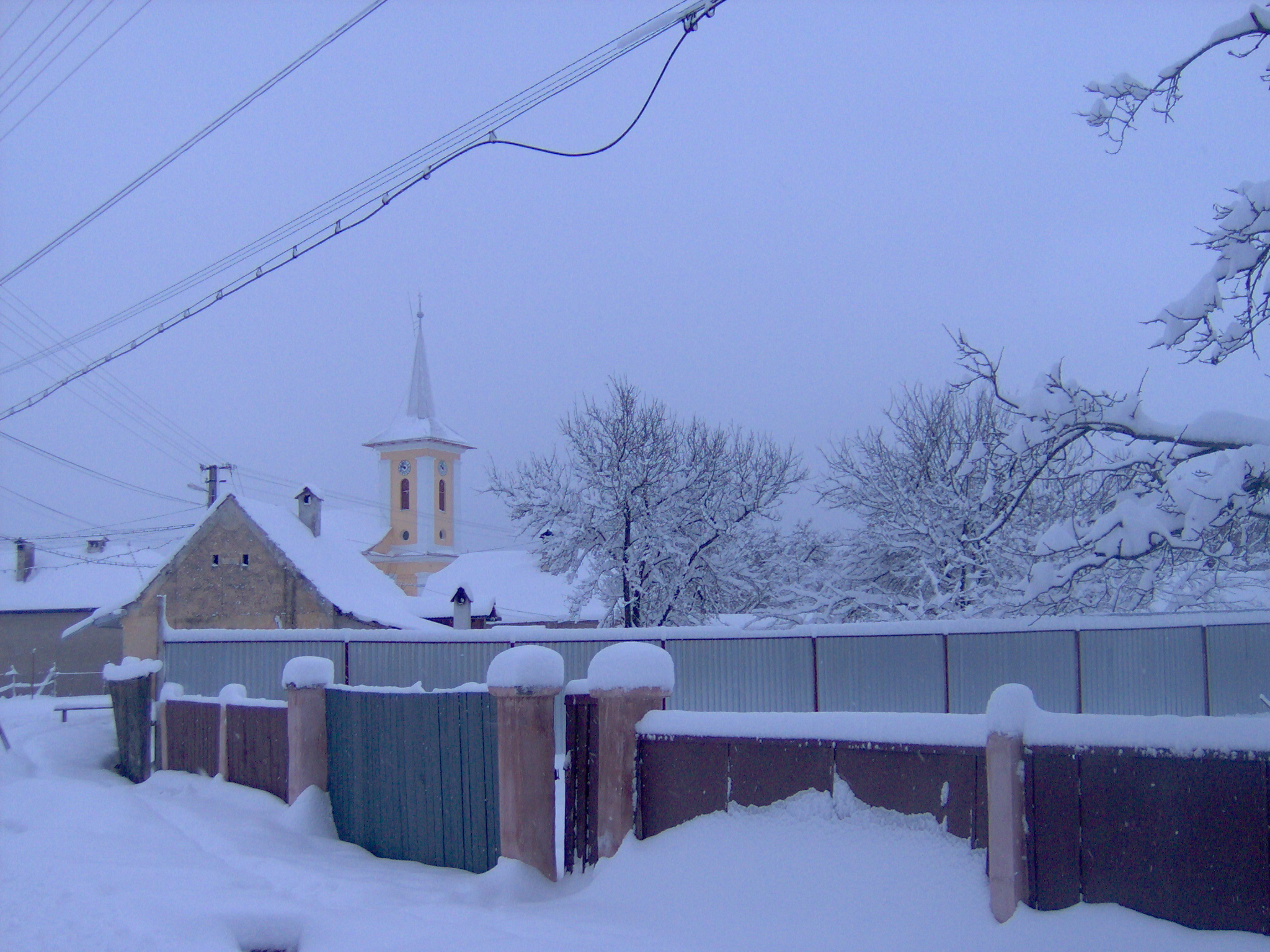